# Normalizace databáze
Normalizace databáze je v informatice označení postupu, kdy je struktura dat v relační databázi přeorganizována tak, aby využívala výhody relačního modelu dat. Normalizace databáze umožňuje data efektivněji ukládat, prohledávat, třídit i zpracovávat. Při normalizaci jsou v databázi měněny atributy (sloupce) jednotlivých tabulek a zaváděny mezi nimi výhodné vztahy, je omezována redundance uložených dat (vět) a je brán ohled na řešení problému s případnou nekonzistencí dat.
Autorem termínu normalizace databáze je britsko-americký matematik a informatik Edgar. F. Codd.

## Charakteristika
V relačním modelu jsou data uložena v tabulkách, na které má jisté požadavky. Při splnění požadavků je tabulka označována jako normalizovaná. Pokud nejsou tyto požadavky splněny, jsou označovány jako nenormalizované a proces jejich převodu na tabulky se označuje jako normalizace. Při tomto procesu dochází k odstraňování nedostatků tabulek jako je redundance nebo možnost vzniku aktualizační anomálie, tj. nechtěného vedlejšího efektu operace nad databází, při kterém dojde ke ztrátě nebo nekonzistenci dat. Postup normalizace je rozdělen do několika kroků a po dokončení každého z nich se tabulka nachází v určité normální formě. V praxi se většinou normalizuje do třetí normální formy, vyšší normální formy je vcelku obtížné porušit a vyžadují relativně velké znalosti, stejně jako návrh databází takové velikosti, kde je možné je porušit.

## Normální formy
Přestože existuje řada normálních forem, v praxi se za normalizovanou databázi považuje taková, která splňuje alespoň první tři normální formy. Předmětem zkoumání prvních čtyř forem (1NF, 2NF, 3NF, BCNF) je vztah neklíčových atributů na primárním klíči, předmětem zkoumání posledních dvou normálních forem (4NF, 5NF) jsou vztahy uvnitř složených primárních klíčů. Důležité také je, že každá z normálních forem obsahuje a vyžaduje splnění všech pravidel obsažených ve formách předchozích. 

- UNF: Nenormalizovaná databáze
- 0NF: Alespoň jeden atribut obsahuje více než jednu hodnotu.
- 1NF: Každý atribut obsahuje pouze atomické hodnoty.
- 2NF: Každý neklíčový atribut je plně závislý na každém kandidátním klíči. (Neklíčovým atributem rozumíme atribut, který není součástí žádného kandidátního klíče.)
- 3NF: Všechny neklíčové atributy musí být vzájemně nezávislé.
- BCNF: Atributy, které jsou součástí primárního klíče, musí být vzájemně nezávislé.
- 4NF: Relace popisuje pouze příčinnou souvislost mezi klíčem a atributy.
- 5NF: Relaci již není možno bezeztrátově rozložit.

### Historie normálních forem
- První normální forma byla představena v konferenčním příspěvku z roku 1970 publikovaného E. F. Coddem[1]
- Codd pokračoval v definici druhé a třetí normální formy v roce 1971[2]
- V roce 1974 E. F. Codd společně s Raymondem F. Boyce definovali Boyceho-Coddovu normální formu[3]
- Čtvrtou normální formu představil v roce 1977 Ronald Fagin[4]
- R. Fagin rozšířil normální formy o definici páté normální formy svým konferenčním příspěvkem v roce 1979[5]

Pro splnění určité normální formy je nutné splnit i ty předchozí. V praxi se obvykle používají pouze první tři.

### Nenormalizovaná forma (UNF)
Nenormalizovaná forma (z anglického Unnormalized Form) byla pojmenována v roce 1970 E. F. Coddem a představuje formu jakékoliv tabulky, která je v nenormalizovaném stavu, tj. tabulky, na níž dosud nebyly aplikovány žádné normální formy. 

V literatuře se často nenormalizovaná forma neuvádí, především proto, že její splnění je v podstatě automatické a vypovídající hodnota této kategorizace je zanedbatelná. Je důležité poznamenat, že tabulka v nenormalizované formě nutně nemusí porušovat některé z dalších normálních forem – to je však předmětem aplikace a šetření spojeného s následujícími normálními formami.

### Nultá normální forma (0NF)
Nultá normální forma bývá obdobně jako nenormalizovaná forma zřídka v literatuře zmiňována. V některých případech je uváděna jako součást první normální formy. Obvykle není zvažována, jelikož její splnění bývá v praxi automaticky zaručeno. Přesto lze nalézt následující definici:
- Schéma relace je v nulté normální formě právě tehdy, když existuje alespoň jeden atribut, který obsahuje více než jednu hodnotu[6]

### První normální forma (1NF)
Pro splnění první normální formy je zapotřebí zajistit následující:
- splnění nulté normální formy (0NF)
- všechny atributy tabulky musí být atomické, tedy dále nedělitelné

#### Příklad 1
Klasickým příkladem tabulky porušující první normální formu bývá nejčastěji problém s telefonními čísly, kdy naším cílem je umožnit evidovat pro každou osobu dvě různá telefonní čísla, jak lze vidět v tabulce níže:
- Poznámka: U všech příkladů níže platí pravidlo, že podtržené názvy atributů představují primární klíč.

| ID Osoby | Jméno         | Telefonní číslo                    |
| -------- | ------------- | ---------------------------------- |
| 1        | Petr Novák    | +420 111 222 333                   |
| 2        | Jarmil Hnízdo | +420 123 123 123, +420 123 123 124 |

Tato tabulka ovšem porušuje první normální formu, jelikož sloupec (atribut) telefonní číslo není atomický.
Zjevným řešením této situace by mohlo být přidání druhého sloupce pro telefonní číslo, abychom zajistili splnění pravidla atomických atributů:
| ID Osoby | Jméno         | Telefonní číslo 1 | Telefonní číslo 2 |
| -------- | ------------- | ----------------- | ----------------- |
| 1        | Petr Novák    | +420 111 222 333  |                   |
| 2        | Jarmil Hnízdo | +420 123 123 123  | +420 123 123 124  |

Přestože je tato tabulka formálně správná a již neporušuje pravidlo první normální formy, její návrh je stále problematický. Problém nastane zejména v případě, že bude zapotřebí evidovat čísel více. Rozšiřování tabulky o další sloupce telefonních čísel není často realizovatelné a také se označuje za špatný návrh. Správným řešením je vytvoření nové tabulky a odstranění sloupce telefonních čísel z tabulky osob, jak lze vidět na příkladu níže:
| ID Osoby | Jméno         |
| -------- | ------------- |
| 1        | Petr Novák    |
| 2        | Jarmil Hnízdo |

| ID Kontaktu | ID Osoby | Telefonní číslo  |
| ----------- | -------- | ---------------- |
| 1           | 1        | +420 111 222 333 |
| 2           | 2        | +420 123 123 123 |
| 3           | 2        | +420 123 123 124 |

V tomto případě je tedy první normální forma splněna a rozdělením tabulek jsme umožnili bezproblémové přidávání libovolného počtu telefonních čísel pro každou osobu. Všimněme si, že tabulka s kontakty obsahuje navíc kromě primárního klíče také cizí klíč, který nám zajišťuje svázání telefonního čísla se správnou osobou.

### Druhá normální forma (2NF)
Pravidla definovaná druhou normální formou lze shrnout na následující:
- tabulka musí být v první normální formě (1NF)
- každý neklíčový atribut musí být plně závislý na každém kandidátním klíči (neklíčovým atributem rozumíme atribut, který není součástí žádného kandidátního klíče)

Druhá normální forma klade důraz především na odstranění možných duplicit v záznamech.

#### Příklad 2
Uveďme si příklad, kdy máme tabulku evidující následující informace o kurzech. Všimněme si především toho, že tabulka má složený primární klíč {ID Kurzu, ID Semestru}:
| ID Kurzu | ID Semestru | Počet míst | Jméno kurzu  |
| -------- | ----------- | ---------- | ------------ |
| IT101    | ls 2017     | 100        | Programování |
| IT101    | zs 2017     | 100        | Programování |
| IT102    | ls 2017     | 200        | Databáze     |
| IT102    | zs 2017     | 150        | Databáze     |
| IT103    | zs 2017     | 120        | Web design   |

Tato tabulka porušuje druhou normální formu, jelikož sloupec Jméno kurzu není plně závislý na celém primárním klíči. Jméno kurzu je závislé na sloupci ID Kurzu, ovšem není již závislé na sloupci ID Semestru. V takovéto tabulce navíc dochází k redundanci dat, jak lze vidět na opakujících se jménech každého kurzu. Při vypisování již existujících kurzů v budoucnu (v nových semestrech) by docházelo k neustálému opakování těchto záznamů.
Způsob, jakým lze tento problém vyřešit je dekompozice tabulky a zajištění, že všechny neklíčové atributy dané tabulky budou závislé na celém klíči. Možným řešením může být například následující rozdělení tabulky:
| ID Kurzu | ID Semestru | Počet míst |
| -------- | ----------- | ---------- |
| IT101    | ls 2017     | 100        |
| IT101    | zs 2017     | 100        |
| IT102    | ls 2017     | 200        |
| IT102    | zs 2017     | 150        |
| IT103    | zs 2017     | 120        |

| ID Kurzu | Jméno kurzu  |
| -------- | ------------ |
| IT101    | Programování |
| IT102    | Databáze     |
| IT103    | Web design   |

Výše uvedená dekompozice tabulky zajišťuje splnění druhé normální formy. Jediný neklíčový atribut v původní tabulce – Počet míst je již závislý na celém složeném primárním klíči, obdobně jako jediný neklíčový atribut Jméno kurzu v tabulce Kurz, který je již závislý na jediném primárním klíči nově vytvořené tabulky.

### Třetí normální forma (3NF)
Třetí normální forma klade následující podmínky:
- tabulka je ve druhé normální formě (2NF)
- neobsahuje tranzitivní závislosti[8]

Funkční závislost v databázích chápeme jako vztah mezi atributy, kdy tvrzení, že atribut Y je funkčně závislý na atributu X značíme jako: 

- {\displaystyle X\rightarrow Y}

Tato závislost zajišťuje, že dva řádky mající stejnou hodnotu atributu X budou mít vždy stejnou hodnotu atributu Y.
Tranzitivní závislost pak chápeme jako vztah mezi třemi atributy (např. X, Y, Z), kdy atribut Y je funkčně závislý na atributu X, atribut Z je funkčně závislý na atributu Y, a proto lze implikovat, že atribut Z je také funkčně závislý na atributu X.
Tento vztah značíme jako:
- pokud {\displaystyle X\rightarrow Y\land Y\rightarrow Z\Rightarrow X\rightarrow Z}[9]

#### Příklad 3
Nejlépe však tuto normální formu lze pochopit na vypovídajícím příkladu. Mějme následující tabulku evidující jednotlivé filmy, jejich žánry a délku jejich stopáže:
| ID Filmu | ID Žánru | Název žánru  | Délka filmu |
| -------- | -------- | ------------ | ----------- |
| 1        | 3        | Dokumentární | 01:20:00    |
| 2        | 2        | Akční        | 01:05:00    |
| 3        | 1        | Komedie      | 01:50:00    |
| 4        | 2        | Akční        | 01:10:00    |
| 5        | 3        | Dokumentární | 01:11:00    |

Na první pohled není s tabulkou nic v nepořádku. Tabulka splňuje druhou normální formu, všechny neklíčové atributy jsou závislé na celém primárním klíči (tedy v tomto případě na atributu ID Filmu). Přesto tato tabulka nesplňuje pravidla určená třetí normální formou. 

V tabulce výše vidíme, že primární klíč identifikující každý film rozhoduje o tom, jaký žánr bude zvolen, tedy jinými slovy atribut ID Žánru je funkčně závislý na atributu ID Filmu (ID Filmu → ID Žánru). Další závislost, kterou můžeme identifikovat je vztah identifikačního čísla žánru a názvu daného žánru, jinými slovy atribut Název žánru je funkčně závislý na atributu ID žánru (ID Žánru → Název žánru). Jak již z definice tranzitivní závislosti víme, z těchto dvou vztahů plyne i vztah třetí, určující funkční závislost atributu Název žánru na primárním klíči ID Filmu.
Způsob, jakým lze třetí normální formu uspokojit je dekompozice tabulky, díky čemuž dosáhneme odstranění nalezené tranzitivní závislosti. Pro příklad výše by dekompozice vypadala následovně:
| ID Filmu | ID Žánru | Délka filmu |
| -------- | -------- | ----------- |
| 1        | 3        | 01:20:00    |
| 2        | 2        | 01:05:00    |
| 3        | 1        | 01:50:00    |
| 4        | 2        | 01:10:00    |
| 5        | 3        | 01:11:00    |

| ID Žánru | Název žánru  |
| -------- | ------------ |
| 1        | Komedie      |
| 2        | Akční        |
| 3        | Dokumentární |

Rozkladem původní tabulky nyní dostáváme dvě tabulky, které již neobsahují žádné tranzitivní závislosti. Navíc jsme díky naplnění třetí normální formy napomohli ke snížení redundance dat.

### Boyceho-Coddova normální forma (BCNF)
Viz článek Boyceho–Coddova normální forma

### Čtvrtá normální forma (4NF)
Čtvrtá normální forma je dalším krokem po uplatnění Boyceho-Coddovy normální formy. Jak již bylo nastíněno v počátku, druhá, třetí a Boyceho-Coddova normální forma řeší funkční závislosti jednotlivých atributů, kdežto čtvrtá a pátá normální forma zkoumá vztahy složených primárních klíčů. Dle jedné z definic navíc od splnění všech předešlých normálních forem umožňuje rozlišení a oddělení nezávislých vícehodnotových atributů vytvářejících složený primární klíč. 
Požadavky pro splnění 4NF jsou tedy následující:
- relace je v BCNF
- pro každou netriviální vícehodnotovou závislost X ↠ Y je X superklíčem v dané relaci (superklíč je jakékoliv uskupení atributů, které jednoznačně identifikuje záznam v tabulce)[10]

#### Příklad 4
Mějme následující tabulku evidující záznamy o prodejcích, prodávaných produktech a pobočkách, kde nabízejí své produkty:
| Prodejce    | Produkt        | Pobočka   |
| ----------- | -------------- | --------- |
| Prodejce 01 | Lyže           | Praha     |
| Prodejce 01 | Lyže           | Liberec   |
| Prodejce 01 | Lyže           | Pardubice |
| Prodejce 01 | Lyžařské brýle | Praha     |
| Prodejce 01 | Lyžařské brýle | Liberec   |
| Prodejce 01 | Lyžařské brýle | Pardubice |
| Prodejce 02 | Lyže           | Praha     |
| Prodejce 02 | Lyže           | Liberec   |
| Prodejce 02 | Lyže           | Pardubice |
| Prodejce 02 | Lyžařské brýle | Praha     |
| Prodejce 02 | Lyžařské brýle | Liberec   |
| Prodejce 02 | Lyžařské brýle | Pardubice |
| Prodejce 03 | Lyže           | Pardubice |

Stejně jako předchozí normální formy, i čtvrtá normální forma se snaží zamezit zbytečné redundanci dat. Množství záznamů v tabulce výše bylo zvoleno především proto, aby bylo možné ilustrovat, že i tato normální forma napomáhá ke snížení redundance dat.
Jelikož tabulka neobsahuje žádné neklíčové atributy (je tvořena pouze složeným primárním klíčem {Prodejce, Produkt, Pobočka}), máme zajištěné splnění všech předchozích normálních forem. Tato tabulka však nesplňuje pravidla určená čtvrtou normální formou. Vezmeme-li v úvahu, že všichni prodejci poskytují všechny své produkty na všech svých pobočkách, zjistíme, že složený klíč je bezpochyby tvořen z nezávislých dat, kdy produkt není vázán na určitou pobočku. Z toho důvodu je porušena čtvrtá normální forma a pro její splnění je zapotřebí provést dekompozici tabulky, která by vypadala následovně:
| Prodejce    | Produkt        |
| ----------- | -------------- |
| Prodejce 01 | Lyže           |
| Prodejce 01 | Lyžařské brýle |
| Prodejce 02 | Lyže           |
| Prodejce 02 | Lyžařské brýle |
| Prodejce 03 | Lyže           |

| Prodejce    | Pobočka   |
| ----------- | --------- |
| Prodejce 01 | Praha     |
| Prodejce 01 | Liberec   |
| Prodejce 01 | Pardubice |
| Prodejce 02 | Praha     |
| Prodejce 02 | Liberec   |
| Prodejce 02 | Pardubice |
| Prodejce 03 | Pardubice |

Po dekompozici tabulky již máme splnění čtvrté normální formy zajištěné.

### Pátá normální forma (5NF)
Pátá normální forma tkví ve splnění následujících podmínek:
- čtvrté normální formy (4NF)
- tabulku není možné dále bezeztrátově rozdělovat.

Ve všech předchozích normálních formách nedocházelo dekompozicí tabulek ke ztrátě dat, ovšem upravíme-li příklad a situaci ze čtvrté normální formy, kdy prodejci již neposkytují všechny své produkty na každé své pobočce, ale pouze některé z nich, dojde při rozkladu ke ztrátě informací.

#### Příklad 5
Mějme tedy následující upravenou tabulku z minulého příkladu:
| Prodejce    | Produkt        | Pobočka   |
| ----------- | -------------- | --------- |
| Prodejce 01 | Lyže           | Praha     |
| Prodejce 01 | Lyžařské brýle | Praha     |
| Prodejce 01 | Rukavice       | Pardubice |
| Prodejce 02 | Rukavice       | Praha     |

Když se pokusíme o dekompozici tabulky, stejně jako při uspokojování čtvrté normální formy, dostaneme následující:
| Prodejce    | Produkt        |
| ----------- | -------------- |
| Prodejce 01 | Lyže           |
| Prodejce 01 | Lyžařské brýle |
| Prodejce 01 | Rukavice       |
| Prodejce 02 | Rukavice       |

| Prodejce    | Pobočka   |
| ----------- | --------- |
| Prodejce 01 | Praha     |
| Prodejce 01 | Pardubice |
| Prodejce 02 | Praha     |

Zajisté jsme dekompozicí pomohli snížit redundanci dat v naší databázi, která by byla zjevná především u rozsáhlých databází s velkým počtem záznamů. Ovšem ve výsledku jsme ztratili důležité informace o závislosti prodejců – produktů – poboček. Při aplikaci některého z možných spojení tabulek, např. přirozeného spojování (NATURAL JOIN), dostáváme následující výsledky:
| Prodejce    | Produkt        | Pobočka   |
| ----------- | -------------- | --------- |
| Prodejce 01 | Lyže           | Praha     |
| Prodejce 01 | Lyžařské brýle | Praha     |
| Prodejce 01 | Rukavice       | Praha     |
| Prodejce 01 | Rukavice       | Pardubice |
| Prodejce 01 | Lyžařské brýle | Pardubice |
| Prodejce 01 | Lyže           | Pardubice |
| Prodejce 02 | Rukavice       | Praha     |

Všimněme si, že dle obdržených výsledků vrácených spojením tabulek Prodejce-Produkt a Prodejce-Pobočka došlo k vytvoření tří nových záznamů, které tvrdí, že např. Prodejce 01 prodává lyžařské brýle v Pardubicích, což ovšem v porovnání s původní tabulkou víme, že není pravda.
Uvažujme tedy o dekompozici původní tabulky na tři tabulky oproti dvěma původním. Tedy kromě tabulek Prodejce-Produkt a Prodejce-Pobočka přidáme ještě tabulku Pobočka-Produkt evidující vztah mezi produkty a jejich dostupností na jednotlivých pobočkách. Mějme tedy navíc následující tabulku:
| Pobočka   | Produkt        |
| --------- | -------------- |
| Praha     | Lyže           |
| Praha     | Lyžařské brýle |
| Praha     | Rukavice       |
| Pardubice | Rukavice       |

Problém však nastává ve chvíli, kdy se pokusíme tyto tři tabulky spojit a dostat tak původní data. Zjistíme, že se nám takové spojení realizovat nepodaří a že není způsob, jak bychom dekompozici původní tabulky mohli provést bezeztrátově. Tedy lze konstatovat, že tabulka Prodejce-Produkt-Pobočka již nelze dále bezeztrátově rozložit (je tedy v 5NF), a proto se musíme spokojit s redundancí dat původní tabulky pro zajištění, že nepřijdeme o žádná potenciálně důležitá data.

#### Příklad 6
Víme už tedy o jaké tabulce můžeme konstatovat, že je v páté normální formě. Ukažme si ještě tabulku, která pátou normální formu porušuje. Upravíme-li záznamy původní tabulky a určíme-li, že se v Praze prodávají všechny produkty (lyže a lyžařské brýle), ale v Pardubicích pouze lyžařské brýle, bude nová tabulka vypadat následovně:
| Prodejce    | Produkt        | Pobočka   |
| ----------- | -------------- | --------- |
| Prodejce 01 | Lyže           | Praha     |
| Prodejce 01 | Lyžařské brýle | Praha     |
| Prodejce 01 | Lyžařské brýle | Pardubice |
| Prodejce 02 | Lyže           | Praha     |
| Prodejce 02 | Lyžařské brýle | Praha     |

Budeme-li postupovat stejně jako při pokusu o dekompozici bezeztrátově nerozdělitelné tabulky z minulého příkladu, dostaneme následující tři tabulky:
| Prodejce    | Produkt        |
| ----------- | -------------- |
| Prodejce 01 | Lyže           |
| Prodejce 01 | Lyžařské brýle |
| Prodejce 02 | Lyže           |
| Prodejce 02 | Lyžařské brýle |

| Prodejce    | Pobočka   |
| ----------- | --------- |
| Prodejce 01 | Praha     |
| Prodejce 01 | Pardubice |
| Prodejce 02 | Praha     |

| Pobočka   | Produkt        |
| --------- | -------------- |
| Praha     | Lyže           |
| Praha     | Lyžařské brýle |
| Pardubice | Lyžařské brýle |

Při pokusu o jejich opětovné spojení, zjistíme, že se nám v tomto případě podařila bezeztrátová dekompozice a výsledkem naší selekce je totožná tabulka s tabulkou před rozdělením. Po spojení těchto tabulek tedy získáváme:
| Prodejce    | Produkt        | Pobočka   |
| ----------- | -------------- | --------- |
| Prodejce 01 | Lyže           | Praha     |
| Prodejce 01 | Lyžařské brýle | Praha     |
| Prodejce 01 | Lyžařské brýle | Pardubice |
| Prodejce 02 | Lyže           | Praha     |
| Prodejce 02 | Lyžařské brýle | Praha     |

Jelikož se nám podařilo opětovně spojit tři rozdělené tabulky a získat tak nezměněnou původní tabulku, lze konstatovat, že tabulka nesplňuje pravidla stanovená pátou normální formou. Srovnáme-li oba příklady této normální formy, zjistíme, že hlavním rozdílem bylo uvedení rozšiřujících informací, které nejsou ihned zjevné při pohledu na samotnou tabulku. Identifikování tabulek, které porušují pátou normální formu bývá v praxi velmi složité, a navíc reálný přínos její aplikace bývá často nezřetelný. Pátá normální forma patří mezi formy založené spíše na teoretickém zázemí, postrádajíc reálně dosažitelné výsledky při aplikaci v praxi.

### Další normální formy
Následující normální formy jsou zřídka uváděny a obvykle se s nimi při normalizaci nesetkáváme. Většina z nich je postavena na čistě teoretickém modelu a jejich aplikace v praxi bývá přehlížena (občas záměrně).
Pro úplnost je vhodné uvést i tyto normy.

#### Normální forma elementárních klíčů (EKNF)
Normální forma elementárních klíčů (z anglického Elementary key normal form) je nadstavbou nad třetí normální formou a striktně spadá před BCNF, tedy platí pravidlo, že relace v EKNF jsou zároveň i ve třetí normální formě. Tuto normální formu představil v roce 1982 Carlo Zaniolo. EKNF cílí na zachycení hlavních kvalit jak třetí normální formy, tak BCNF a zároveň adresuje jejich problémy.

Formální definice EKNF zní: 

- Relace R je v normální formě elementárních klíčů (EKNF) právě tehdy, když pro každou netriviální funkční závislost X → Y platí:
  - X je superklíč, nebo
  - Y je součástí některého z elementárních klíčů
    - kde klíč K je elementární právě tehdy, když existuje atribut A relace R, kde funkční závislost K → A je netriviální a neredukovatelná

#### Normální forma nezbytných n-tic (ETNF)
Normální forma nezbytných n-tic (z anglického Essential tuple normal form), zkráceně ETNF, je jedna z nejnovějších normálních forem. Její představení proběhlo v roce 2012. 
Jedná se o normální formu, která zaujímá místo mezi čtvrtou a pátou normální formou. Předmětem zkoumání této normální formy jsou funkční závislosti v relacích relačních databázích. Hlavní výhodou aplikace této normální formy je obdobně jako v případě ostatních normálních forem snížení redundance dat. 

Dle znění formální definice je schéma relace R v normální formě nezbytných n-tic (ETNF) právě tehdy, když:
- každá n-tice každé instance R je nezbytná (její ztráta by zapříčinila ztrátu informací)[13]

#### Normální forma doménových klíčů (DK/NF)
Normální forma doménových klíčů (z anglického Domain-key normal form) je další normální formou, jejímž autorem je R. Fagin. 

Dle jedné z definic je DK/NF splněna, pokud:
- databáze neobsahuje žádné omezení kromě doménových omezení a omezení klíčů
  - doménové omezení určuje možné hodnoty daného atributu
  - omezení klíčů určuje atributy, které unikátně identifikují řádek (záznam) dané tabulky

Dle další definice je DK/NF splněna, pokud:
- každé omezení je logickým následkem definicí klíčů a datových domén.

Poznámka: V literatuře se můžeme setkat s chápáním DK/NF jako synonymem k šesté normální formě, ovšem dle definice Christophera Date se DK/NF od jím definované šesté normální formy liší.

#### Šestá normální forma (6NF)
Šestá normální forma je poslední uváděná normální forma představená v roce 2003. Jejími autory jsou C. J. Date, H. Darwen a N. A. Lorentzos.
Cílem šesté normální formy je dekompozice relací na dále již neredukovatelné komponenty (relace).

Dle jedné z možných definic je tabulka v 6NF právě tehdy, když:
- řádek tabulky obsahuje primární klíč a pouze (maximálně) jeden další atribut

Šestá normální forma nabírá na důležitosti s využitím dočasných datových uložišť a datových skladů.